# Maria Theresia von Savoyen (1803–1879)

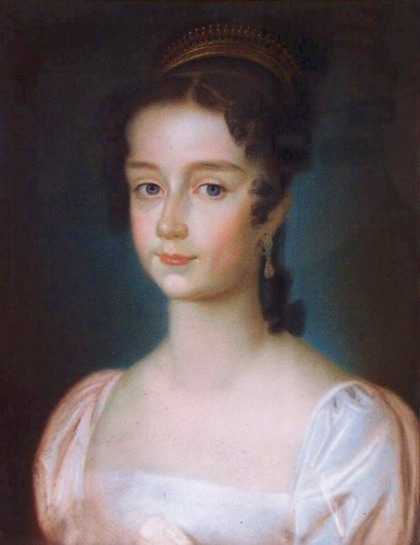
Prinzessin Maria Theresia von Savoyen

Maria Theresia von Savoyen, vollständiger Name Maria Theresia Fernanda Felicitas Gaetana von Savoyen (* 19. September 1803 in Rom; † 16. Juli 1879 in San Martino bei Lucca) war eine Tochter von König Viktor Emanuel I. von Sardinien-Piemont und dessen Gemahlin Maria Theresia von Österreich-Este. Sie war von 1824 bis 1847 Herzogin von Lucca und anschließend von 1847 bis 1849 Herzogin von Parma.

## Leben
Maria Theresia wurde im Palazzo Colonna in Rom geboren. Sie hatte eine Zwillingsschwester, Maria Anna, die spätere Kaiserin von Österreich. Die beiden Prinzessinnen wurden von Papst Pius VII. am 20. September 1803 getauft. Ihre Paten waren ihre Großeltern mütterlicherseits, Erzherzog Ferdinand Karl von Österreich-Este und Maria Beatrice Ricciarda d’Este. Im Museo di Roma ist die Taufe auf einem Gemälde dargestellt.
Maria Theresia verbrachte den Großteil ihrer Kindheit in Cagliari auf Sardinien, wohin sich ihre Familie im Februar 1806 vor Napoleons Armeen von Rom aus zurückgezogen hatte. In Cagliari erhielt sie ihre erste Ausbildung durch eine Erzieherin und den Pfarrer G. B. Terzi. Sie war sehr religiös und wollte nach einer schweren Krankheit Nonne werden, wagte aber diesen Wunsch aus Angst vor ihrer Mutter nicht öffentlich zu äußern. 1814 wurde ihr Vater wieder als Herrscher des Piemont eingesetzt und kehrte nach Turin zurück. Maria Theresia selbst schiffte sich aber erst nach dem endgültigen Sturz Napoleons im August 1815 auf einem britischen Schiff von Sardinien nach Genua ein, von wo aus sie sich nach Turin begab.
Am 15. August 1820 heiratete Maria Theresia in Turin per procurationem und am 5. September 1820 persönlich in Lucca Karl Ludwig, der von 1803 bis 1807 der letzte König von Etrurien gewesen war. An dessen Hof in Lucca stand sie aber ganz im Schatten ihrer dominanten Schwiegermutter Maria Luisa. Auch die Beziehung zu ihrem Ehemann entwickelte sich problematisch. Zwar galt sie gemeinsam mit Karl Ludwig als eines der attraktivsten Fürstenpaare ihrer Zeit, doch während Maria Theresia eine eifrige Katholikin war, lebte ihr Gatte eher seinen eigenen Vergnügungen. Die Weihnachten 1821 verbrachte Maria Theresia mit Karl Ludwig in Rom, wo sie Anfang des nächsten Jahres Dominikanertertiarierin wurde. Im Winter 1822 kehrte sie nach Lucca zurück.
In dieser Zeit gebar Maria Theresia zwei Kinder, von denen jedoch nur der Sohn das Kindheitsstadium überlebte:
- Prinzessin Luisa (* 29. August 1821; † 8. September 1823)
- Herzog Karl III. von Parma (* 14. Januar 1823; † 27. März 1854), Großvater von Kaiserin Zita von Österreich.

Karl Ludwig folgte seiner am 13. März 1824 verstorbenen Mutter Maria Luisa in der Regierung des Herzogtums Lucca nach, wodurch Maria Theresia Herzogin von Lucca  wurde. Zu Weihnachten 1825 nahm Maria Theresia mit ihrem Gemahl in Rom an der Feier des Heiligen Jahres teil. Sie sah sich aber von ihrem Ehemann, der zahlreiche Affären hatte, immer stärker beiseite geschoben und erlitt eine Nervenkrankheit. Dennoch begleitete sie ihn zunächst auf seinen Reisen, so zu einem Verwandtenbesuch nach Dresden, woraufhin sie sich nach Wien zu ihrer Großmutter mütterlicherseits, Maria Beatrice d’Este, begab. Erst nach deren Tod im November 1829 kehrte sie nach Lucca zurück. 1832 reiste sie mit ihrem Gatten nach Turin, Wien, Prag und Deutschland, ließ sich aber schließlich ohne ihn im Wiener Palais Kinsky nieder. Im nächsten Jahr schmerzte es sie, als sie das Gerücht von der Konversion Karl Ludwigs zum Protestantismus vernahm. Im August 1833 kehrte sie nach Lucca zurück, wollte fortan in Italien bleiben und wohnte ohne ihren Gatten in einer Villa in Pianore.
Maria Theresia wandte sich nun immer mehr der Religion zu und empfand für das Hofleben und die Vergnügungen ihres Gatten Verachtung. Sie zog sich völlig vom Hof in Lucca zurück und führte in ihrem Haus in Pianore in Gemeinschaft mit Priestern und Nonnen ein tief religiöses Leben. 1838 war sie ebenso wie ihr Gemahl in Mailand bei der Krönung von Kaiser Ferdinand I. zum König von Lombardo-Venetien zugegen. Wenig Einfluss hatte sie auf ihren Sohn Karl, der 1845 die französische Prinzessin Louise Marie Thérèse d’Artois heiratete.
Im September 1847 musste Maria Theresia infolge revolutionärer Bewegungen zuerst nach Massa, dann nach Genua flüchten. Ihr Gemahl verzichtete im Oktober 1847 auf den Herzogstitel von Lucca, übernahm aber nach dem Tod der vormaligen zweiten Gattin Napoleons, Marie-Louise von Österreich, bereits am 17. Dezember 1847 als Karl II. die Herrschaft über Parma; daher wurde Maria Theresia kurzzeitig Herzogin von Parma. Dort brach schon im März 1848 eine Revolution aus und im April 1848 (endgültig im März 1849) dankte Maria Theresias Gatte zugunsten seines Sohns ab, der als Karl III. den Thron von Parma bestieg. Maria Theresia selbst lebte 1848/49 in einer ihr von Karl Albert von Savoyen angewiesenen Villa unweit Turin. Im Dezember 1849 kehrte sie nach Lucca zurück und lebte wieder in ihrem Haus in Pianore.
Nach der Ermordung ihres Sohnes 1854 ließ Maria Theresia ihm zum Gedenken in Viareggio eine Kapelle errichten. 1855 schrieb sie ihre Memoiren, die sie ihrem Beichtvater E. Milioni widmete. Ab 1866 wohnte sie dauerhaft in einer Villa in San Martino in Vignale auf den Hügeln unweit nördlich von Lucca, wo sie nur ihren Beichtvater und den Verwalter ihrer Güter in ihren Diensten hatte. Dort starb sie 1879 im Alter von 75 Jahren an einer Hirnarteriensklerose und wurde auf dem Friedhof Campo Verano in Rom beigesetzt.